# Лобанова (Верхотурский городской округ)
Лобанова — деревня в городском округе Верхотурский Свердловской области России. 

## Географическое положение
Деревня Лобанова расположена в 64 километрах (по дорогам в 76 километрах) к востоку от города Верхотурья, на левом берегу реки Туры.

## История деревни
Деревня была основана в конце XVII века и первоначально называлась деревня Таскина, а в начале XX века была переименована в деревню Лобанову.

## Население
| 1873 | 2002 | 2010 | 2021 |
| ---- | ---- | ---- | ---- |
| 155  | ↘37  | ↘13  | ↘6   |